# Sainte-Cécile (Saône-et-Loire)
Sainte-Cécile ist eine französische Gemeinde mit 282 Einwohnern (Stand: 1. Januar 2022) im Département Saône-et-Loire in der Region Bourgogne-Franche-Comté (vor 2016 Bourgogne). Die Gemeinde gehört zum Arrondissement Mâcon und zum Kanton Cluny.

## Geografie
Sainte-Cécile liegt etwa 20 Kilometer westnordwestlich von Mâcon und etwa 33 Kilometer südsüdwestlich von Chalon-sur-Saône.
Nachbargemeinden von Sainte-Cécile sind Mazille im Norden und Westen, Jalogny im Norden, Cluny im Norden und Nordosten, Sologny im Osten und Südosten, Bourgvilain im Süden sowie Navour-sur-Grosne im Südwesten.
Durch die Gemeinde führt die Route nationale 79.

## Bevölkerungsentwicklung
| Jahr                      | 1962 | 1968 | 1975 | 1982 | 1990 | 1999 | 2006 | 2011 | 2016 |
| Einwohner                 | 286  | 281  | 243  | 206  | 209  | 251  | 279  | 284  | 291  |
| Quelle: Cassini und INSEE |      |      |      |      |      |      |      |      |      |

## Sehenswürdigkeiten

Kirche Sainte-Cécile

- Kirche Sainte-Cécile